# Бараново (Рузский городской округ)

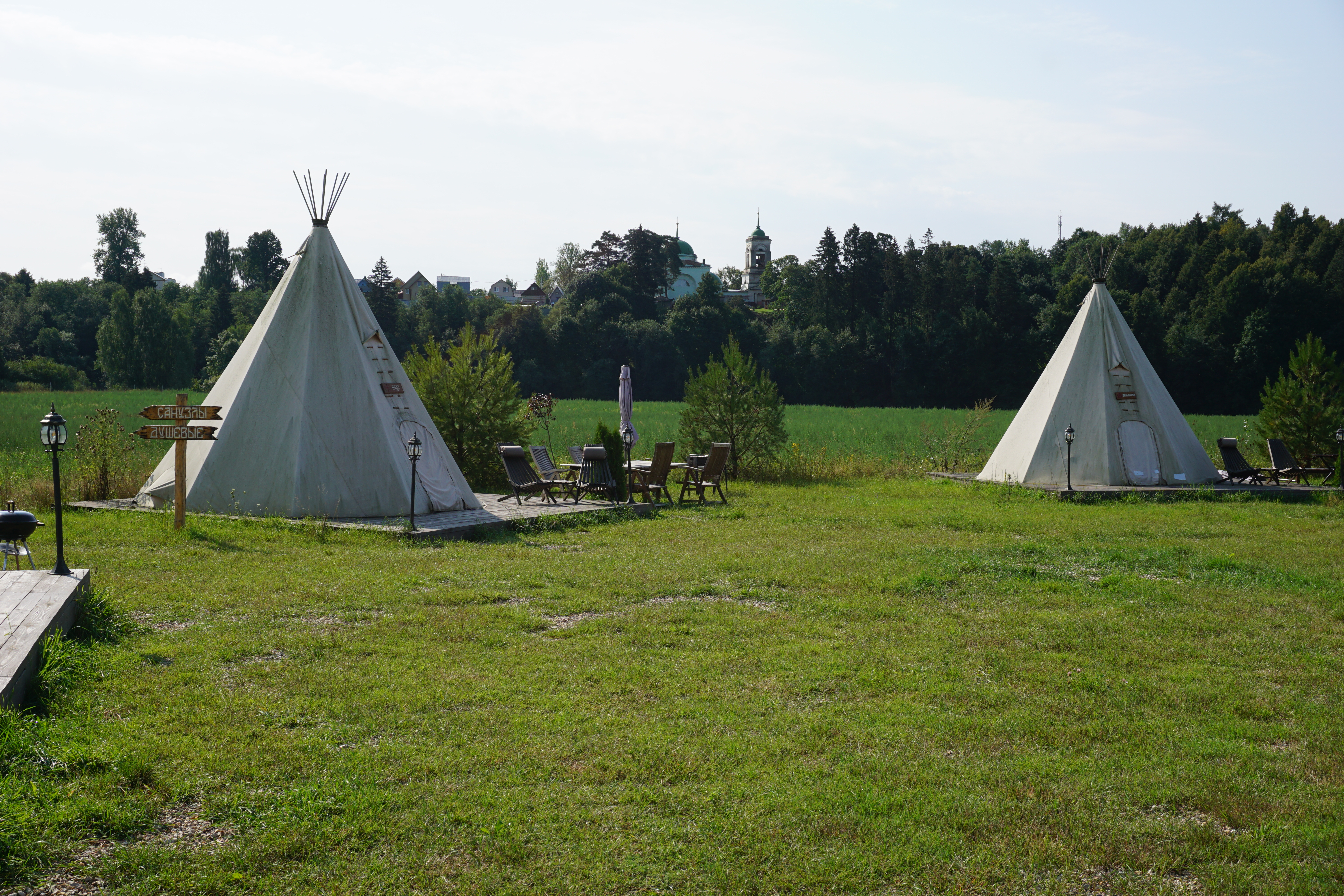
Типи для гостей в хаскидеревне «Рузская Аляска»

Бараново — деревня в Рузском районе Московской области России, входит в состав сельского поселения Дороховское. Население — 3 чел. (2010). До 2006 года Бараново входило в состав Старониколаевского сельского округа.
Деревня расположена в центральной части района, в 8 километрах к юго-востоку от Рузы, недалеко от левого берега Москва-реки, на востоке смыкаясь с деревней Тимофеево, высота центра над уровнем моря 181 м.

## Население
| 2002 | 2006 | 2010 |
| ---- | ---- | ---- |
| 3    | ↘2   | ↗3   |

## Достопримечательности
Хаскидеревня «Рузская Аляска» — первый в Московской области реабилитационный центр по спасению, лечению и психологической адаптации северных ездовых собак, центр активного зимнего отдыха.